# Taeniacanthus onosi
Taeniacanthus onosi is een eenoogkreeftjessoort uit de familie van de Taeniacanthidae. De wetenschappelijke naam van de soort is voor het eerst geldig gepubliceerd in 1902 door T. Scott.